# クリストバル・アルフテル
クリストバル・アルフテル・ヒメネス＝エンシーナ（Cristóbal Halffter Jiménez-Encina, 1930年3月24日 - 2021年5月23日 ）は、スペインの作曲家。ドイツ系作曲家ロドルフォ・アルフテルとエルネスト・アルフテルの甥。マドリード出身。

## 生涯
1936年、アルフテルの家族はスペイン内戦から逃れるため、祖先の地であるドイツに移住したが、1939年にマドリッドに戻り、アルフテルはその地のドイツ人学校で学んだのちマドリード音楽院に入学して1951年に卒業した。1955年、エマヌエル・デ・ファリャ管弦楽団の指揮者に任じられた。作曲家と指揮者として順調なキャリアを経て、伝統的なスペインの要素と前衛的なテクニックを組合わせた作品を作曲した。1953年に『ピアノ協奏曲』で国家音楽賞を受賞した。1961年、マドリッド音楽院の作曲の教授となった。1989年にはスペイン音楽大賞を受賞している。
アルフテルの作品は、オペラ《ドン・キホーテ》(2000)のほか、大編成の管弦楽曲が多い。自分でもオーケストラを指揮する。息子のペドロ・アルフテルも作曲家で指揮者である。

## 主な作品
- ピアノ協奏曲 (1953)
- Tres piezas (1955) 弦楽四重奏
- Introduccion, fuga y finale (1957) ピアノ
- 3つの器楽群のためのシンフォニア Sinfonía para tres grupos instrumentales (1963)
- Lineas y puntos (1966) 　20管楽器と電気音響
- 《環 Anillos 》 (1966) 　オーケストラ
- カンタータ《シンポジオン Symphosion 》(1966)
- Yes, speak out, yes (1966)　カンタータ
- Noche pasiva del sentido (1970)　ソプラノ、2台のパーカッション、4台のテープレコーダー
- Planto por las victimas de la violencia (1971)　室内楽と電気音響
- Elegia de la muerte de tres poetas espanoles (1975)
- Officium defunctuorum (1979) オーケストラと合唱
- 《ヴェルサス Versus 》 (1983)
- Paráfrasis (1984) オーケストラ （G.F.ヘンデル オルガン協奏曲Op.7第4番HWV309アダージョの旋律に基づく）
- 《第一旋法によるティエントと皇帝の戦い Tiento del primer tono y batalla imperial》 (1986)　オーケストラ
- Siete cantos de Espana (1992/92)
- 《ドン・キホーテ Don Quixote 》 (2000)　オペラ
- Attendite (2003) 　チェロ八重奏
- 弦楽四重奏曲第11番 (2019)